# 盧貢-馬卡爾家族
《盧貢－馬卡爾家族》（法語：Les Rougon-Macquart）作者左拉，是繼巴爾扎克《人間喜劇》之後另一法語小說大系，共包括20部長篇小說，是自然主義文學的豐碑。這些小說既自成一體，又相互聯繫，約1200個人物躍然其中，血緣關係是聯繫主要人物的紐帶。這部小說以盧貢－馬卡爾家族前後五代人的人生軌跡為線索，宛然一套第二帝國社會的百科全書，題材之廣泛，幾乎涉及法蘭西第二帝國時期的方方面面，其中涉及到大量法國上流社會、工商金融界的黑暗與腐敗。其中傑出的作品包括《娜娜》（Nana）、《小酒店》（L'Assommoir）、《萌芽》（Germinal）等。
1871年左拉開始發表長篇系列小說《盧貢·馬加爾家族——第二帝國時代一個家族的自然史和社會史》，1877年《盧貢—馬加爾家族》的第七部小說《小酒店》（L'Assommoir）問世，轟動全巴黎，使左拉一舉成名，但也背負不道德的惡名。1878年左拉完成《盧貢·馬加爾家族》的第八部小說《愛情的一頁》（Une Page d'amour），1877年11月首先刊登于《大众财富》杂志，至1878年4月為止，這部小說是左拉要證明自己具有多方面寫作才能，但事後證明銷路不佳，雖然他給朋友的信上說從不後悔寫這部小說。於是左拉寫信給出版商說：“這一損失，我們要從《娜娜》拿回來，我的想像中了不起的作品《娜娜》。”娜娜是《小酒店》白鐵匠古波的女兒，原本是花店的學徒，跟一名商人私奔，後來成為輕浮的妓女，最後死於天花，從貧窮、酗酒、賣淫，一連串的不幸造成了娜娜本身的悲劇。這篇故事於1879年10月15日開始在《伏爾泰報》上連載，1880年2月5日載完，同年小說出版，空前暢銷，前後再版10次，出貨超過5萬冊。第十三部作品《萌芽》是描寫罷工，由1884年的礦工真實故事改編，是一部完整的社會史。第十九部作品《金錢》則是反映資本主義初期的社會現象。 
這部巨著在於描寫“第二帝國的一個家族的自然史和社會史”，是描繪法蘭西第二帝國的一部編年史似的歷史畫卷。《盧貢－馬卡爾家族》的20部小說在藝術成就上是參差不齊的。左拉把文學創作和科學實驗等同起來，不免忽略了文學創作自身的特點和規律。但左拉第一次將自然科學和醫學引入文學表現領域，極大的拓展了文學的內涵和技巧的豐富性。
目前，除了《莫雷教士的過失》之外，其餘19部小說均已有中文譯本。

## 盧貢－馬卡爾家族
- 盧貢家族的命運（La Fortune des Rougon，1871），或譯盧貢家的發跡
- 貪慾的角逐（La Curée，1871—1872），或譯欲的追逐
- 巴黎之腹（Le Ventre de Paris，1873），或譯巴黎之腹、饕餮的巴黎
- 普拉桑的征服（La Conquête de Plassans，1874）
- 莫雷教士的過失（La Faute de l'Abbé Mouret，1875）
- 盧貢大人（Son Excellence Eugène Rougon，1876）
- 小酒店（L'Assommoir，1877）
- 爱情的一页（Une Page d'amour，1878），或譯愛情一頁、愛情一葉
- 娜娜（Nana，1880）
- 家常事（Pot-Bouille，1882），或譯家常瑣事
- 妇女乐园（Au Bonheur des Dames，1883）
- 生的快樂（La Joie de vivre，1884）
- 萌芽（Germinal，1885）
- 杰作（L'Œuvre，1886）
- 土地（La Terre，1887），或譯泣血鄉戀
- 夢（Le Rêve，1888）
- 人面獸心（La Bête humaine，1890），或譯人獸、衣冠禽獸
- 金錢（L'Argent，1891）
- 崩潰（La Débâcle，1892）
- 巴斯卡醫生（Le Docteur Pascal，1893），或譯巴斯加醫生、帕斯卡醫生、帕斯卡爾醫生